# Сомнамбула
„Сомнамбула“ (на италиански: La sonnambula) е опера на италианския композитор Винченцо Белини, поставена за първи път на 6 март 1831 година в „Театро Каркано“ в Милано.
„Сомнамбула“ заема по-особено място сред произведенията на Белини. Тя е нещо средно между опера-буфа и опера серия и затова авторът я нарича лирична мелодрама. След огромния успех на завършената през 1830 г. „Капулети и Монтеки“ Белини се спира на сюжета на „Сомнамбула“. Неговият постоянен либретист – поетът Феличе Романи – написва либретото за кратко време, базирайки го на сценария на балета „Пристигането на новия господар“ от Америя и Скриб и оригинала на пиесата „Сомнамбула“ на големия френски поет и либретист Йожен Скриб. Белини работи бързо и с увлечение и завършва операта за по-малко от два месеца.
Първото изпълнение на „Сомнамбула“ е на 6 март 1831 г. в Милано. Главните роли са писани за певците Джудита Паста и Джовани Батиста Рубини, но още в първите години главната роля се изпълнява с голям успех и от Мария Малибран.